# Liste der Biografien/Bouc
Liste der Biografien |
Portal Biografien |
Personensuche
# |
A |
B |
C |
D |
E |
F |
G |
H |
I |
J |
K |
L |
M |
N |
O |
P |
Q |
R |
S |
T |
U |
V |
W |
X |
Y |
Z |
?
 
Ba |
Be |
Bd |
Bg |
Bh |
Bi |
Bj |
Bl |
Bm |
Bn |
Bo |
Br |
Bs |
Bu |
Bw |
By |
Bz
 
Boa–Boc |
Bod |
Boe |
Bof |
Bog |
Boh |
Boi–Bok |
Bol |
Bom |
Bon |
Boo |
Bop |
Boq |
Bor |
Bos |
Bot |
Bou |
Bov–Boz
 
Boua |
Boub |
Bouc |
Boud |
Boue |
Bouf |
Boug |
Bouh |
Boui |
Bouj |
Bouk |
Boul |
Boum |
Boun |
Boup |
Bouq |
Bour |
Bous |
Bout |
Bouu |
Bouv |
Bouw |
Boux |
Bouy |
Bouz
Die Liste der Biografien führt alle Personen auf, die in der deutschsprachigen Wikipedia einen Artikel haben. Dieses ist eine Teilliste mit 178 Einträgen von Personen, deren Namen mit den Buchstaben „Bouc“ beginnt.

## Bouc

### Bouca
- Boucar, Grémah (1959–2022), nigrischer Journalist, Medienunternehmer und Politiker
- Boucard, Adolphe (1839–1905), französischer Ornithologe, Entomologe, Forschungsreisender und Geschäftsmann
- Boucaut, James (1831–1916), australischer Politiker, Rechtsanwalt und Richter, Premierminister von South Australia
- Boucaya, William (1922–1985), französischer Jazzmusiker

### Bouce
- Bouček, Antonín (1880–1947), tschechischer Journalist und Autor
- Bouček, Jaroslav (1912–1987), tschechoslowakischer Fußballspieler
- Bouček, Zdeněk (1924–2011), tschechischer Entomologe und Parasitologe
- Boucetta, Fethi (* 1951), tunesischer Fußballschiedsrichter

### Bouch
- Bouch, Thomas (1822–1880), englischer Ingenieur
- Boucha, Henry (1951–2023), US-amerikanischer Eishockeyspieler und -trainer
- Boucha, Mohamed (1966–2021), nigrischer Politiker
- Bouchaal, Noureddine (* 1970), marokkanischer Skirennläufer
- Bouchaïb, Ben Mohamed (* 1924), französischer Fußballspieler
- Bouchalakis, Andreas (* 1993), griechischer FußballspielerAndreas Bouchalakis (* 1993)

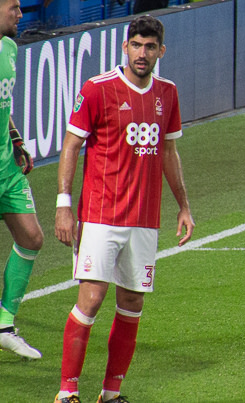
Andreas Bouchalakis (* 1993)

- Bouchallikht, Kauthar (* 1994), niederländische Politikerin, Klimaschutzaktivistin und Journalistin
- Bouchama, Yassine (* 1997), deutsch-marokkanischer Fußballspieler
- Bouchard d’Aubeterre, François III. († 1573), französischer protestantischer Adliger und Offizier
- Bouchard d’Esparbès de Lussan, Joseph Henri (1714–1788), französischer Militär und Diplomat
- Bouchard I. de Marly († 1226), französischer Ritter und Kreuzfahrer sowie Herr von Marly und Saissac
- Bouchard I. de Montmorency, französischer Adliger; Herr von Montmorency
- Bouchard III. de Montmorency († 1124), Herr von Montmorency
- Bouchard IV. de Montmorency († 1189), französischer Adliger, Herr von Montmorency
- Bouchard V. de Montmorency († 1243), französischer Adliger; Herr von Montmorency
- Bouchard, Alain (* 1949), kanadischer Unternehmer
- Bouchard, André (1946–2010), kanadischer Ökologe und Umweltschützer
- Bouchard, Benoît (* 1940), kanadischer Politiker, Unterhausmitglied, Bundesminister, Botschafter in Frankreich
- Bouchard, Catherine, französische Kostümbildnerin
- Bouchard, Charles Jacques (1837–1915), französischer Pathologe
- Bouchard, Dan (* 1950), kanadischer Eishockeytorwart und -trainer
- Bouchard, Dany (* 1967), kanadischer Skilangläufer
- Bouchard, Émile (1919–2012), kanadischer Eishockeyspieler
- Bouchard, Ethan (* 2005), US-amerikanisch-irischer Skirennläufer
- Bouchard, Eugenie (* 1994), kanadische TennisspielerinEugenie Bouchard (* 1994)

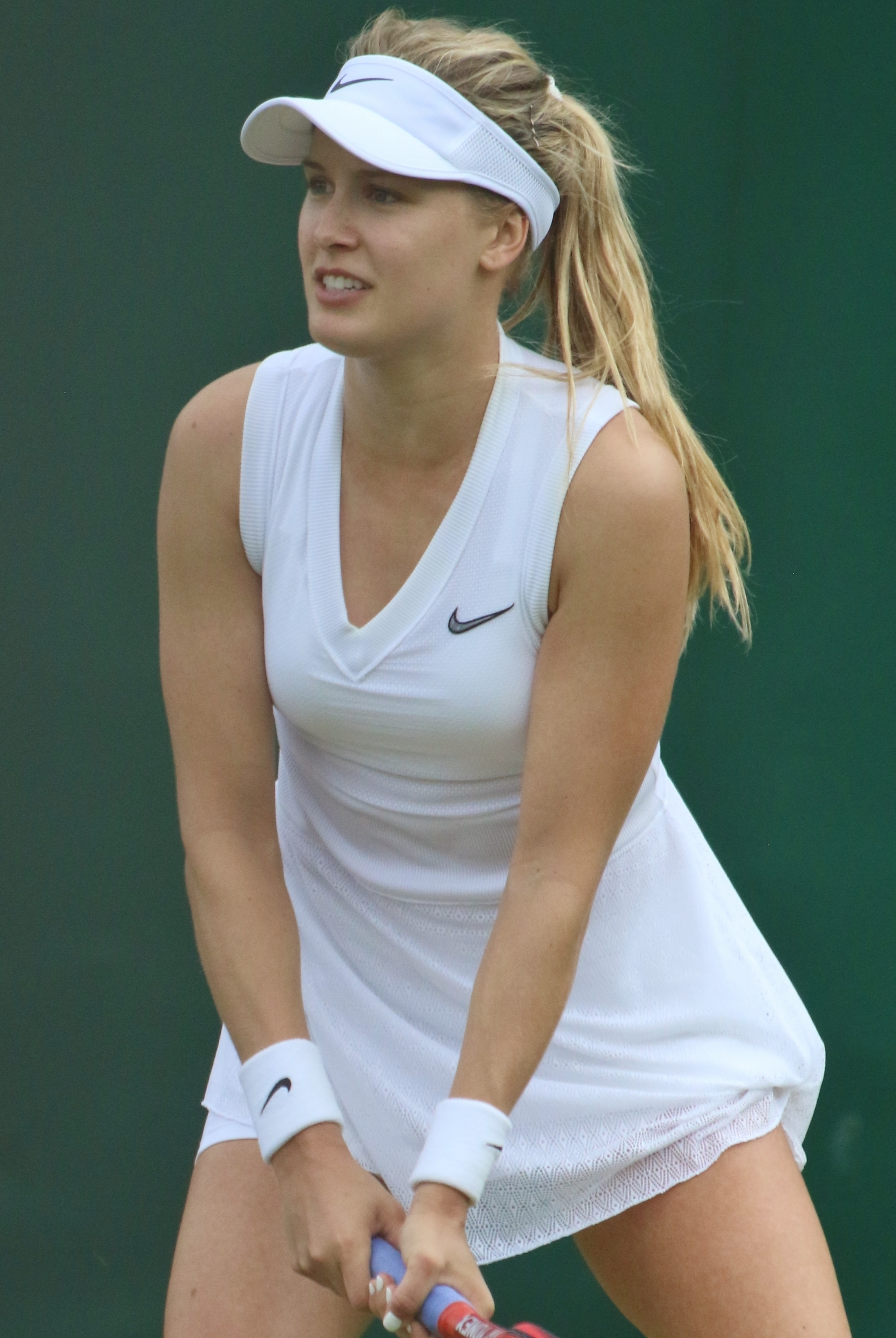
Eugenie Bouchard (* 1994)

- Bouchard, Evan (* 1999), kanadischer Eishockeyspieler
- Bouchard, François (* 1973), kanadischer Eishockeyspieler
- Bouchard, François (* 1988), kanadischer Eishockeyspieler
- Bouchard, Geoffrey (* 1992), französischer Radrennfahrer
- Bouchard, Jacqueline, französische Kostümbildnerin
- Bouchard, Jacques (* 1940), kanadischer Neogräzist
- Bouchard, Jean-Claude (* 1940), kanadischer Ordensgeistlicher und römisch-katholischer Bischof von Pala
- Bouchard, Jean-Pierre (* 1955), französischer Schauspieler und Psychologe
- Bouchard, Joël (* 1973), kanadischer Eishockeyspieler, -trainer und -funktionär
- Bouchard, Joseph Luc André (* 1948), kanadischer Geistlicher, römisch-katholischer Bischof von Trois-Rivières
- Bouchard, Léandre (* 1992), kanadischer Radrennfahrer
- Bouchard, Loren (* 1969), US-amerikanischer Fernsehproduzent, Regisseur, Autor und Schauspieler
- Bouchard, Louise Anne (* 1955), kanadisch-schweizerische Schriftstellerin
- Bouchard, Lucien (* 1938), kanadischer Politiker
- Bouchard, Maïté (* 1995), kanadische Leichtathletin
- Bouchard, Michel Marc (* 1958), kanadischer Schriftsteller
- Bouchard, Paul Louis (1853–1937), französischer Maler
- Bouchard, Pierre (* 1948), kanadischer Eishockeyspieler
- Bouchard, Pierre François Xavier (1771–1822), französischer Offizier, Entdecker des Steins von Rosetta
- Bouchard, Pierre-Marc (* 1984), kanadischer Eishockeyspieler und -funktionär
- Bouchard, Victor (1926–2011), kanadischer Pianist und Komponist
- Bouchardat, Apollinaire (1806–1886), französischer Arzt, Apotheker und Chemiker
- Bouchardat, Gustave (1842–1918), französischer Chemiker und Mediziner
- Bouchardeau, Huguette (* 1935), französische Politikerin und Schriftstellerin
- Bouchardeau, Lucien (1961–2018), nigrischer Fußballschiedsrichter
- Bouchardon, Edme (1698–1762), französischer Zeichner, Bildhauer, Medailleur und Architekt
- Bouchardy, Joseph (1810–1870), französischer Theaterdichter
- Bouchareb, Rachid (* 1953), französischer Filmregisseur, Co-Regisseur, Filmproduzent und Drehbuchautor
- Bouchaud, Jean (* 1936), französischer Schauspieler und Drehbuchautor
- Bouchaud, Mathieu-Antoine (1719–1804), französischer Advokat, Ökonom und Enzyklopädist
- Bouché, Arnulf de (1872–1945), deutscher Akt-, Genre- und Stilllebenmaler
- Bouché, Carl David (1809–1881), deutscher Botaniker, Gartenbaulehrer, Gewächshauskonstrukteur, Maler
- Bouché, Donatien (1882–1965), französischer Segler
- Bouché, Friedrich (1850–1933), Gartenarchitekt, Königlicher Obergartendirektor in Dresden
- Bouche, Honoré (1598–1671), französischer Regionalhistoriker
- Bouché, Jean David (1747–1819), deutscher Gärtner
- Bouché, Julius (1846–1922), deutscher Gärtner, Gartengestalter, Gewächshaustechniker und Garteninspektor
- Bouché, Karl de (1845–1920), deutscher Glasmaler des Historismus
- Bouché, Peter Carl (1783–1856), deutscher Gärtner und Botaniker
- Bouché, Peter Friedrich (1785–1856), preußischer „Kunst- und Handelsgärtner“, Gartenschriftsteller, sowie Insektenkundler
- Bouché-Leclercq, Auguste (1842–1923), französischer Althistoriker
- Boucheix, François (* 1940), französischer surrealistischer Maler und Bildhauer
- Bouchenna, Mohamed-Amine (* 2006), französisch-marokkanischer Fußballspieler
- Bouchenröder, Friedrich von (1775–1840), Großherzoglich Hessischer Generalmajor
- Boucher d’Argis, Antoine-Gaspard (1708–1791), französischer Jurist und Beiträger zur Encyclopédie
- Boucher de Crèvecoeur, Jean (1906–1987), französischer Offizier
- Boucher de Perthes, Jacques (1788–1868), französischer Beamter
- Boucher, Alexis-Charles (1808–1885), kanadischer Maler
- Boucher, Alfred (1850–1934), französischer Bildhauer
- Boucher, Anthony (1911–1968), US-amerikanischer Science-Fiction- und Mystery-Autor
- Boucher, Brian (* 1977), US-amerikanischer Eishockeyspieler
- Boucher, Buck (1896–1960), kanadischer Eishockeyspieler
- Boucher, Butterfly (* 1979), australische Sängerin und Songschreiberin
- Boucher, Chris (* 1993), kanadischer Basketballspieler
- Boucher, David (* 1980), französischer Radrennfahrer
- Boucher, François (1703–1770), französischer Maler, Zeichner, KupferstecherFrançois Boucher (1703–1770)

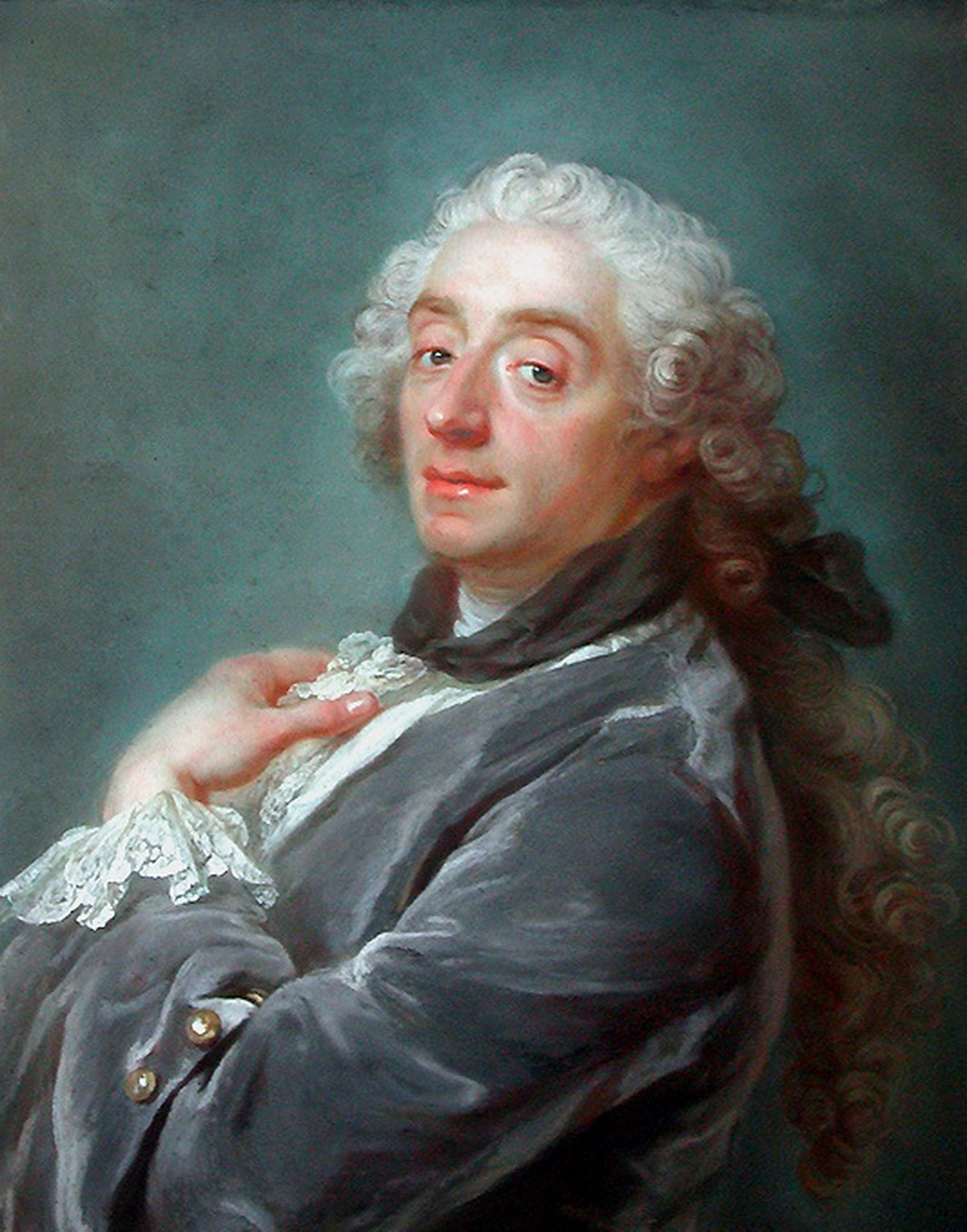
François Boucher (1703–1770)

- Boucher, Frank (1901–1977), kanadischer Eishockeyspieler und -trainer
- Boucher, Gaétan (* 1958), kanadischer Eisschnellläufer
- Boucher, Grayson (* 1984), US-amerikanischer Streetballspieler, Schauspieler und Basketballspieler
- Boucher, Guy (* 1971), kanadischer Eishockeyspieler und -trainer
- Boucher, Hélène (1908–1934), frühe französische Pilotin
- Boucher, Henry Aristide (1921–2009), US-amerikanischer Politiker
- Boucher, Jean-François (* 1985), deutsch-kanadischer Eishockeyspieler
- Boucher, Judy, Reggae-Sängerin aus dem Inselstaat St. Vincent und die Grenadinen
- Boucher, Lise (* 1941), kanadische Pianistin und Musikpädagogin
- Boucher, Lydia (1890–1971), kanadische Komponistin und Musikpädagogin
- Boucher, Mark (* 1976), südafrikanischer Cricketspieler
- Boucher, Maurice (1953–2022), kanadischer Rockeranführer, Mitglied der Hells Angels
- Boucher, Philippe (* 1973), kanadischer Eishockeyspieler, -trainer und -funktionär
- Boucher, Philippe (* 1997), kanadischer Skilangläufer
- Boucher, Pierre (1908–2000), französischer Fotograf
- Boucher, Reid (* 1993), US-amerikanischer Eishockeyspieler
- Boucher, Rémí (* 1964), kanadischer Klassikgitarrist
- Boucher, Richard (1951–2025), US-amerikanischer Diplomat
- Boucher, Rick (* 1946), US-amerikanischer Politiker
- Boucher, Robert (* 1943), kanadischer Eisschnellläufer und Radsportler
- Boucher, Roger (1885–1918), französischer Organist und Komponist
- Boucher, Susanne (* 1997), norwegische Schauspielerin
- Boucher, Tom (* 1873), englischer Fußballspieler
- Boucher, Wilhelm, französischer Kunstschmied in Karakorum
- Boucher, Zacharie (* 1992), französischer Fußballtorhüter
- Boucherat, Nicolas I. (1515–1586), Abt von Cîteaux, Generalabt der Zisterzienser
- Boucherett, Jessie (1825–1905), englisch-britische Kämpferin für Frauenrechte, Autorin und Herausgeberin
- Boucherit, Jules (1877–1962), französischer Geiger und Violinpädagoge
- Boucherit, Pascal (* 1959), französischer Kanute
- Boucheron, Hugo (* 1993), französischer Ruderer
- Boucheron, Patrick (* 1965), französischer Mittelalterhistoriker
- Boucheron, Raimondo (1800–1876), italienischer Komponist
- Boucherot, Paul (1869–1943), französischer Ingenieur
- Boucherville, Charles-Eugène Boucher de (1822–1915), kanadischer Politiker und Arzt
- Bouchès, Émile (1896–1946), französischer Turner
- Bouchet Bellecourt, Sylvie Bouchet (* 1957), französische Politikerin
- Bouchet, Adrian, britischer Theater- und Filmschauspieler
- Bouchet, Alain (1944–2025), französischer Jazzmusiker (Trompete, Kornett)
- Bouchet, André du (1924–2001), französischer Dichter, Übersetzer und Kunstkritiker
- Bouchet, Barbara (* 1943), deutschamerikanische FilmschauspielerinBarbara Bouchet (* 1943)

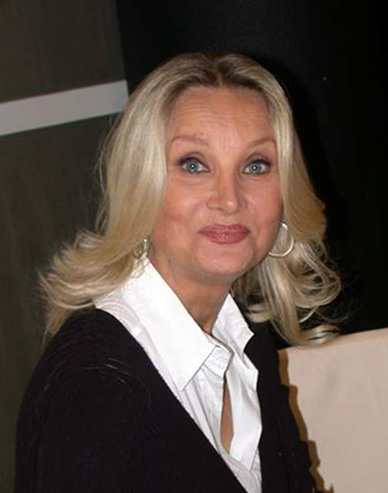
Barbara Bouchet (* 1943)

- Bouchet, Benoît-Louis (1731–1802), französischer Ingenieur und Divisionsgeneral der Revolutionsarmee
- Bouchet, Christophe-Emmanuel (1959–2021), französischer Maler
- Bouchet, Guillaume (1513–1594), französischer Buchhändler und Schriftsteller
- Bouchet, Jean (1476–1557), französischer Schriftsteller und Historiker
- Bouchet, Louis-André-Gabriel (1759–1842), französischer Porträt- und Historienmaler
- Bouchet, Robert (1898–1986), französischer Maler und Gitarrenbauer
- Bouchex, Raymond (1927–2010), französischer Geistlicher, Erzbischof von Avignon
- Bouchey, Willis (1907–1977), US-amerikanischer Schauspieler
- Bouchez, Élodie (* 1973), französische SchauspielerinÉlodie Bouchez (* 1973)

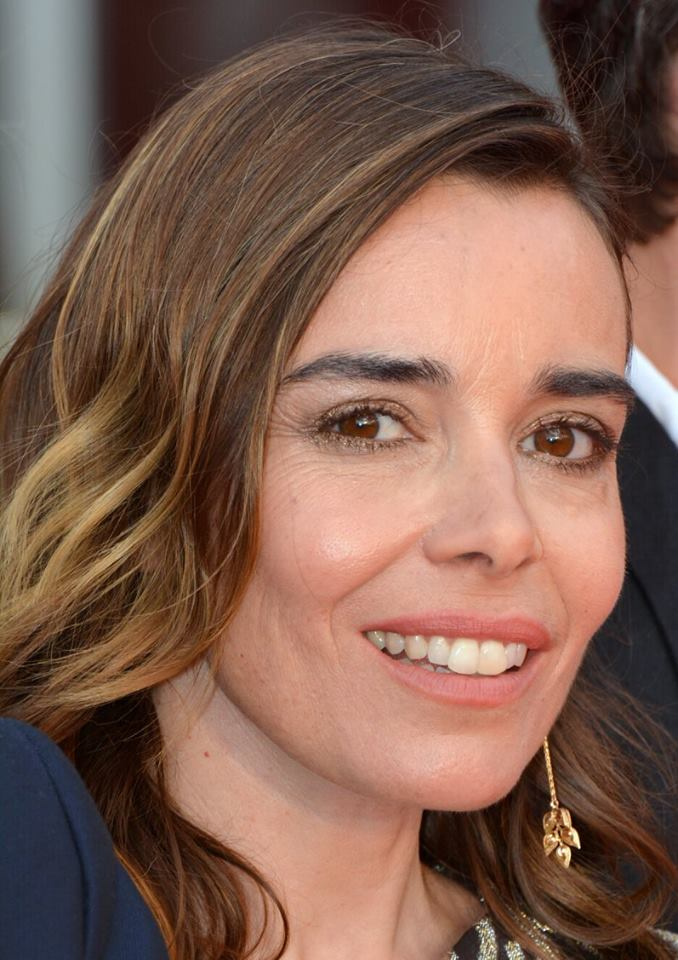
Élodie Bouchez (* 1973)

- Bouchholtz, Ernst Friedrich (1718–1790), deutscher Jurist, Autor und mecklenburgischer Diplomat
- Bouchiat, Claude (1932–2021), französischer Physiker
- Bouchiat, Hélène (* 1958), französische Physikerin
- Bouchiat, Marie-Anne (* 1934), französische Physikerin
- Bouchicha, Hicham (* 1989), algerischer Leichtathlet
- Bouchier, Maia (* 1998), englische Cricketspielerin
- Bouchier, Thomas (1633–1723), englischer Jurist und Hochschullehrer
- Bouchikhi, Soufiane (* 1990), belgischer Leichtathlet marokkanischer Herkunft
- Bouchiki, Ahmed (1943–1973), marokkanischer Mann, der aufgrund einer Verwechslung vom israelischen Geheimdienst getötet wurde
- Bouchikian, George (* 1965), libanesischer Politiker
- Bouchkov, Marc (* 1991), belgischer Geiger
- Bouchnak, Abdelhamid (* 1984), tunesischer Drehbuchautor und Filmregisseur
- Bouchot, François (1800–1842), französischer Historienmaler und Kupferstecher
- Bouchotte, Jean Baptiste Noël (1754–1840), Politiker während der Französischen Revolution
- Bouchoucha, Dora (* 1957), tunesische Filmproduzentin
- Bouchoux, Corinne (* 1964), französische Historikerin und Politikerin
- Bouchtouk, Redouane (* 1976), marokkanischer Boxer
- Bouchu, Étienne Jean (1714–1773), französischer Enzyklopädist
- Bouchut, Christophe (* 1966), französischer Automobilrennfahrer

### Bouci
- Boucicault, Dion (1820–1890), irisch-US-amerikanischer Dramatiker und Schauspieler
- Boucicaut, Alexandre (* 1981), haitianischer Fußballspieler
- Boucicaut, Aristide (1810–1877), französischer Einzelhandelsunternehmer
- Boucicaut, Marguerite (1816–1887), französische Geschäftsfrau und Mäzenin
- Boucicaut-Meister, französischer oder flämischer Buchmaler

### Bouck
- Bouck, Gabriel (1828–1904), US-amerikanischer Politiker
- Bouck, Joseph (1788–1858), US-amerikanischer Politiker
- Bouck, Tyler (* 1980), kanadischer Eishockeyspieler
- Bouck, William C. (1786–1859), US-amerikanischer Politiker
- Bouckaert, Henri (1870–1912), französischer Ruderer
- Bouckaert, Jente (* 1990), belgischer Sprinter
- Bouckaert, Pierre (1914–1992), belgischer Ordensgeistlicher, römisch-katholischer Bischof von Popokabaka
- Boucke, Ewald A. (1871–1943), deutscher Literarhistoriker
- Boucksom, Sébastien (* 1976), französischer Mathematiker

### Bouco
- Boucot, Arthur (1924–2017), US-amerikanischer Paläontologe
- Boucourechliev, André (1925–1997), französischer Komponist und Musikschriftsteller

### Boucq
- Boucq, François (* 1955), französischer Comiczeichner
- Boucqueau, Philippe Joseph (1773–1834), französischer Beamter, Präfekt des Département de Rhin-et-Moselle (1800–1803)
- Boucquet, Walter (1941–2018), belgischer Radrennfahrer

### Boucs
- Boucsein, Hildegard (* 1952), deutsche ehemalige politische Beamtin (CDU)
- Boucsein, Wolfram (1944–2012), deutscher Psychologe